# Shere Hite
Shere Hite   (St. Joseph, 2 de novembre de 1942 - Tottenham, 9 de setembre de 2020) fou una sexòloga i feminista de nacionalitat alemanya, nascuda als Estats Units. És coneguda per l'Informe Hite, sobre sexualitat femenina.

## Biografia
Va néixer amb el nom de Shirley Diana Gregory, a St. Joseph (Missouri). Els seus pares es van divorciar quan tenia un any, i posteriorment va adoptar el cognom del seu padrastre. Va estudiar Història a la Universitat de Florida i va fer un màster en música clàssica. Després va començar un doctorat en Història de la França contemporània, a la Universitat de Colúmbia (Nova York), però el va abandonar per fer de model publicitària. L'any 1971 va entrar en una organització feminista i va començar els estudis que la van portar a publicar l'Informe Hite: Estudi de la sexualitat femenina, l'any 1976. El 1981 va publicar l'Informe Hite sobre sexualitat masculina. Posteriorment es va doctorar en relacions internacionals a la Universitat de Nihon, al Japó. El 1985 es va casar amb un pianista i concertista alemany. El 1987 va publicar un nou informe Hite titulat Dones i amor. El 1996 va obtenir la nacionalitat alemanya. Va viure durant un temps a Colònia (Alemanya), fins al 1999, quan es va separar del seu marit. Va publicar nombrosos llibres i articles i ha impartit molts cursos i conferències sobre identitat psicosexual a diverses universitats. Era professora convidada de la Universitat de Nihon, professora de sexologia clínica de la Universitat Maimonides dels Estats Units i professora honorària de la Chongqing Medical University de la Xina.

## Investigacions sobre la sexualitat femenina
Shere Hite va recopilar les respostes d'unes 4000 dones a uns qüestionaris sobre sexualitat. A l'Informe Hite sobre sexualitat femenina va concloure que la majoria de dones (entre un 70 i un 80 per cent) tenien dificultats per aconseguir un orgasme a través del coit, però no tenien cap dificultat d'assolir-lo a través de l'estimulació del clítoris, i de la masturbació. La gran majoria fingia els orgasmes quan estaven amb la seva parella, per tal com, segons Hite, "molts homes es pensen que el que els agrada a ells també agrada a les dones".
Va esdevenir el primer llibre que parlava de l'orgasme femení i, tot i que va escandalitzar els sectors més conservadors, es va traduir a molts idiomes i se'n van vendre 50 milions d'exemplars. No va arribar a Espanya fins als anys vuitanta, ja durant la Transició.

## Obres
- Sexual Honesty, by Women, For Women (1974)
- The Hite Report on Female Sexuality (1976, 2004)
- The Hite Report on Men and Male Sexuality (1981)
- Women and Love: A Cultural Revolution in Progress (The Hite Report on Love, Passion, and Emotional Violence) (1987)
- Fliegen mit Jupiter (1993)
- The Hite Report on the Family: Growing Up Under Patriarchy (1994)
- The Hite Report on Shere Hite: Voice of a Daughter in Exile (2000) (autobiografía)
- The Shere Hite Reader: New and Selected Writings on Sex, Globalization and Private Life (2006)